# پوئیلو
پوئیلو (انگلیسی: Puuilo) خرده‌فروشی فنلاندی است که در سال ۱۹۸۲ تأسیس شد. این زنجیره در فروش محصولات DIY مانند ابزار، محصولات ساختمانی و لوازم برقی و لوله‌کشی تخصص دارد. علاوه بر این، پوئیلو لوازم جانبی باغ، لوازم جانبی خودرو، وسایل خانگی، محصولات حیوانات خانگی و محصولات تفریحی نیز می‌فروشد. پوئیلو حدود ۴۰ فروشگاه در نقاط مختلف فنلاند دارد.

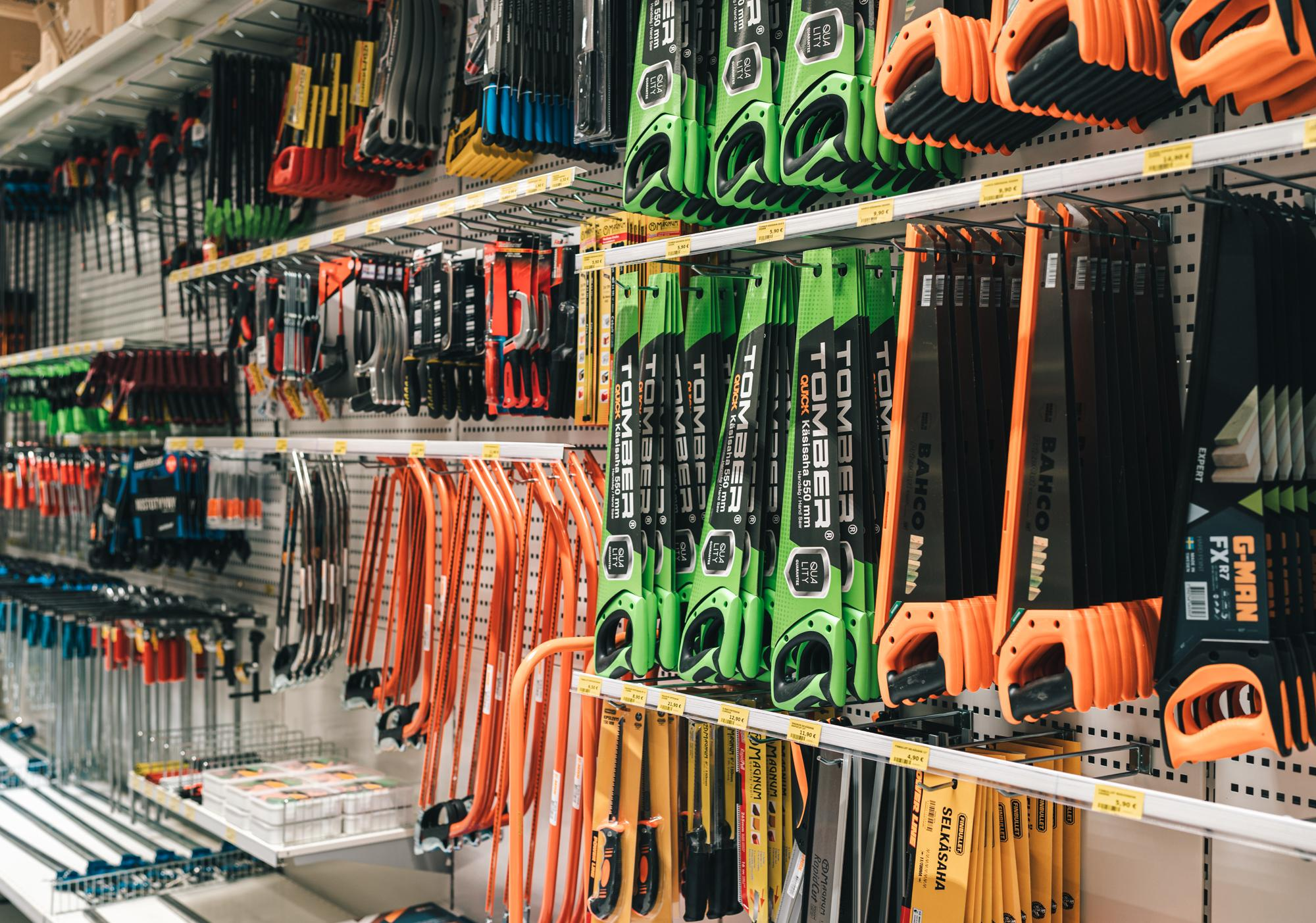
انتخاب ابزار در پوئیلو

پوئیلو به عنوان یکی از بازیگران پیشرو در بازار فروشگاه تخفیفی فنلاند ظهور کرده است و این شرکت یکی از بزرگترین زنجیره‌های فروشگاهی فنلاند است که از نظر گردش مالی بر کالاهای مصرفی متمرکز است. در سال مالی منتهی به ژانویه ۲۰۲۳، گردش مالی پوئیلو ۲۹۶.۴ میلیون یورو بود، در حالی که یک سال قبل از آن گردش مالی ۲۷۰.۱ میلیون یورو بود.
پوئیلو در ژوئن ۲۰۲۱ در فهرست اصلی بورس اوراق بهادار هلسینکی قرار گرفت. عرضه سهام چندین برابر بیشتر از حد انتظار بود. در این عرضه، پوئیلو بیش از ۳۳۰۰۰ مالک جدید به دست آورد. ارزش عرضه اولیه تقریباً ۲۷۴ میلیون یورو بود که شامل عرضه سهام تقریباً ۳۰ میلیون یورویی می‌شد. در آغاز سال ۲۰۲۳، حدود ۳۷۰۰۰ مالک وجود داشت و حدود ۳۰٪ از سهام در اختیار خانوارها و افراد خصوصی بود.